# Silnik gry komputerowej

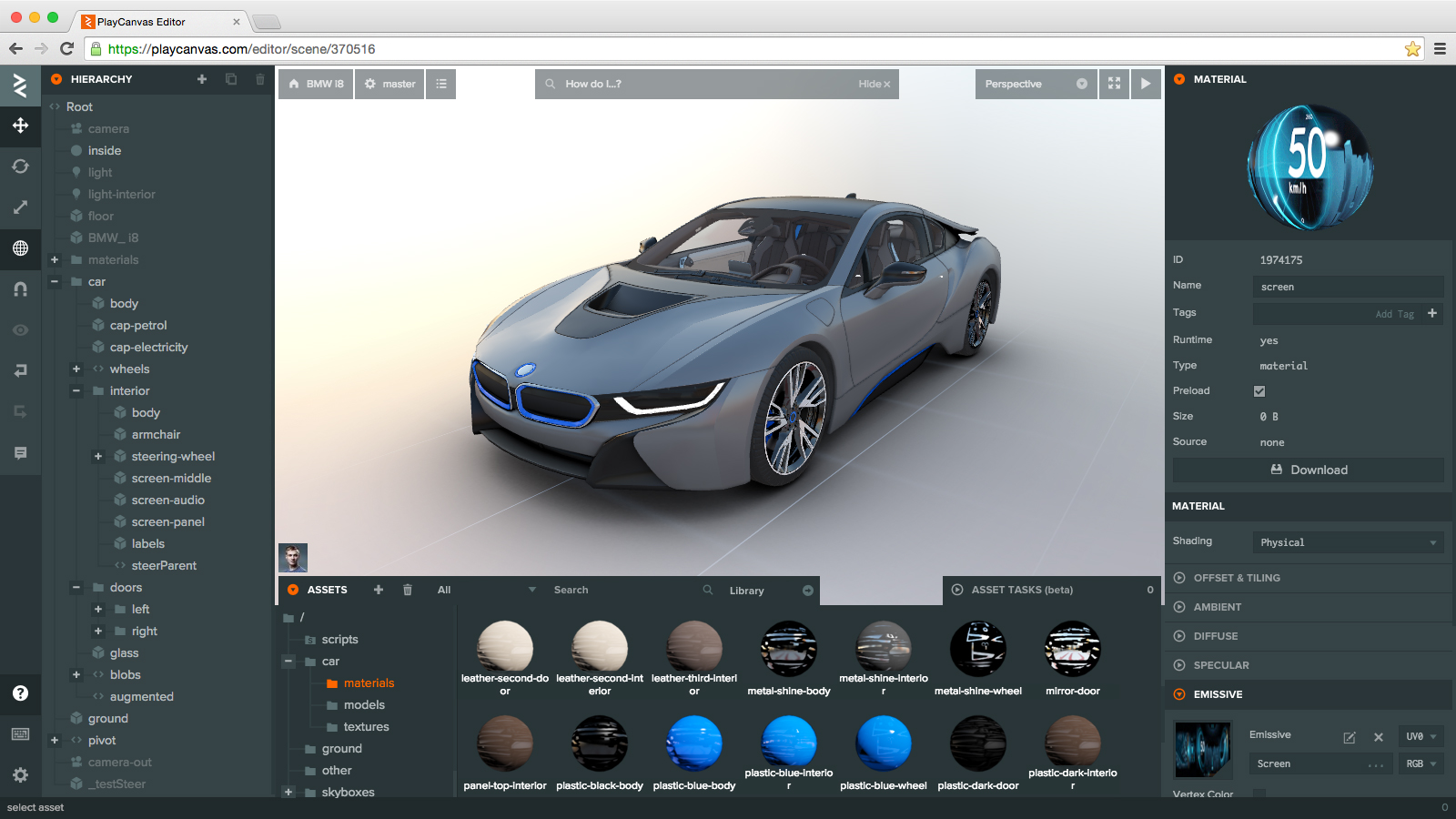
Zrzut ekranu z edytora graficznego silnika PlayCanvas

Silnik gry komputerowej (ang. game engine) – główna część kodu gry komputerowej dostępna wraz ze zintegrowanym środowiskiem programistycznym zaprojektowanym dla osób i zespołów tworzących gry komputerowe.
Silnik gry zajmuje się interakcją pomiędzy elementami gry. Może mieć wbudowane moduły grafiki, wejścia, sieci czy też AI, wykrywania kolizji między obiektami gry itd. Może także korzystać z oddzielnych silników implementujących obsługę wymienionych modułów. Silnik gry jest często błędnie utożsamiany z silnikiem graficznym lub silnikiem 3D.
Najczęściej jest on projektowany i realizowany z użyciem paradygmatu obiektowego. Producenci gier korzystają z gotowych silników lub też sami je tworzą, przy czym praktycznie zawsze silnikowi towarzyszą narzędzia, dzięki którym można stworzyć pewne elementy gry bez ingerencji w kod źródłowy silnika.